# Mimosa turneri
Mimosa turneri är en ärtväxtart som beskrevs av Rupert Charles Barneby. Mimosa turneri ingår i släktet mimosor, och familjen ärtväxter. Inga underarter finns listade i Catalogue of Life.